# Frans Sammut

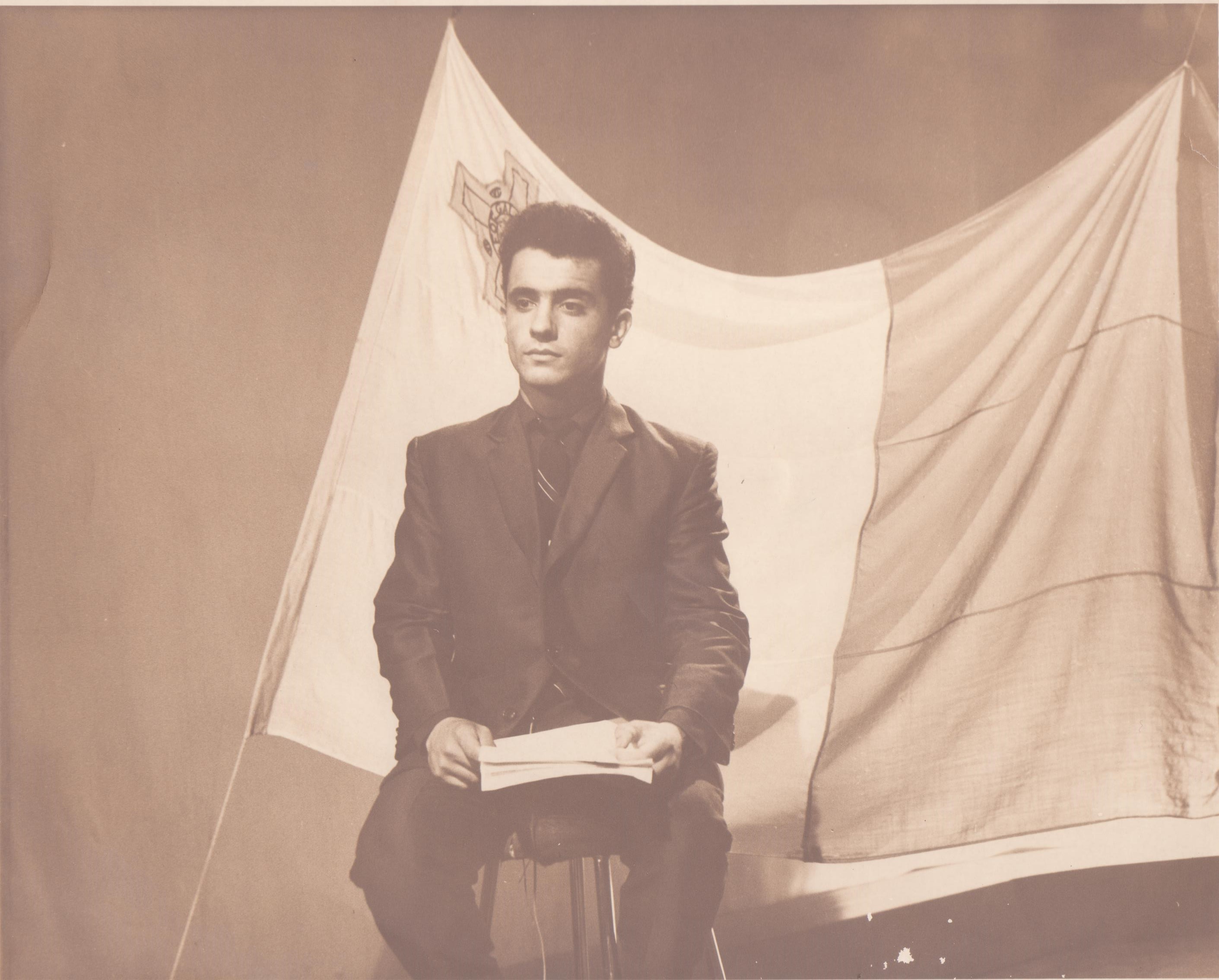
Frans Sammut, autorul modern național al Maltei și drapelul maltez - sfârșitul anilor 1960/începutul anilor 1970

Frans Sammut (n. 19 noiembrie 1945, Żebbuġ⁠(d), Western Region (Punent)⁠(d), Malta – d. 4 mai 2011, Malta) a fost un romancier și un scriitor maltez de non-ficțiune.

## Viața

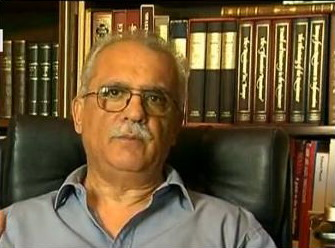
Frans Sammut la mijlocul lui 2010

Frans Sammut s-a născut în Zebbug, Malta. A studiat la Școala Primară din Zebbug, apoi la Colegiul St. Aloysius, la Colegiul Corpului Didactic S.t Michael's College, la Universitatea din Malta (BA, S.Th.Dip. / Diplomă în Teologie Sacră, M Ed.) și la Universitatea din Perugia (Diplomă pentru predarea limbii italiene în străinătate).
Sammut a obținut prima recunoaștere la sfârșitul anilor 1960, când a co-fondat Moviment Qawmien Letterarju (Mișcarea literară Revival). Mai târziu, (el) a fost secretar al Akkademja tal-Malti (Academia de limbă malteză).
Sammut și-a încheiat cariera în educație ca director de școală Din1996 până1998 a fost consultantul cultural al Primului Ministru din Malta. A fost căsătorit cu Catherine Cachia, cu care a avut doi fii, Mark și Jean-Pierre.

## Lucrări
A publicat numeroase lucrări, inclusiv romanele best-seller Il-Gaġġa (Colivia), care a stat la baza filmului Gaġġa din1971, regizat de Mario Philip Azzopardi, Samuraj care a câștigat Premiul Rothmans, dar și Paceville, care a câștigat Medalia Literară a Guvernului[1] sau Il-Ħolma Maltija (Visul maltez), despre care criticul literar Norbert Ellul-Vincenti a scris, „nu există nimic de amploarea acestui roman în literatura malteză." [necesită citare] Fostul prim-ministru și dramaturg Alfred Sant a considerat că acest roman este „capodopera" lui Sammut, iar scriitoarea și poeta britanică Marjorie Boulton l-a numit „o lucrare colosală".

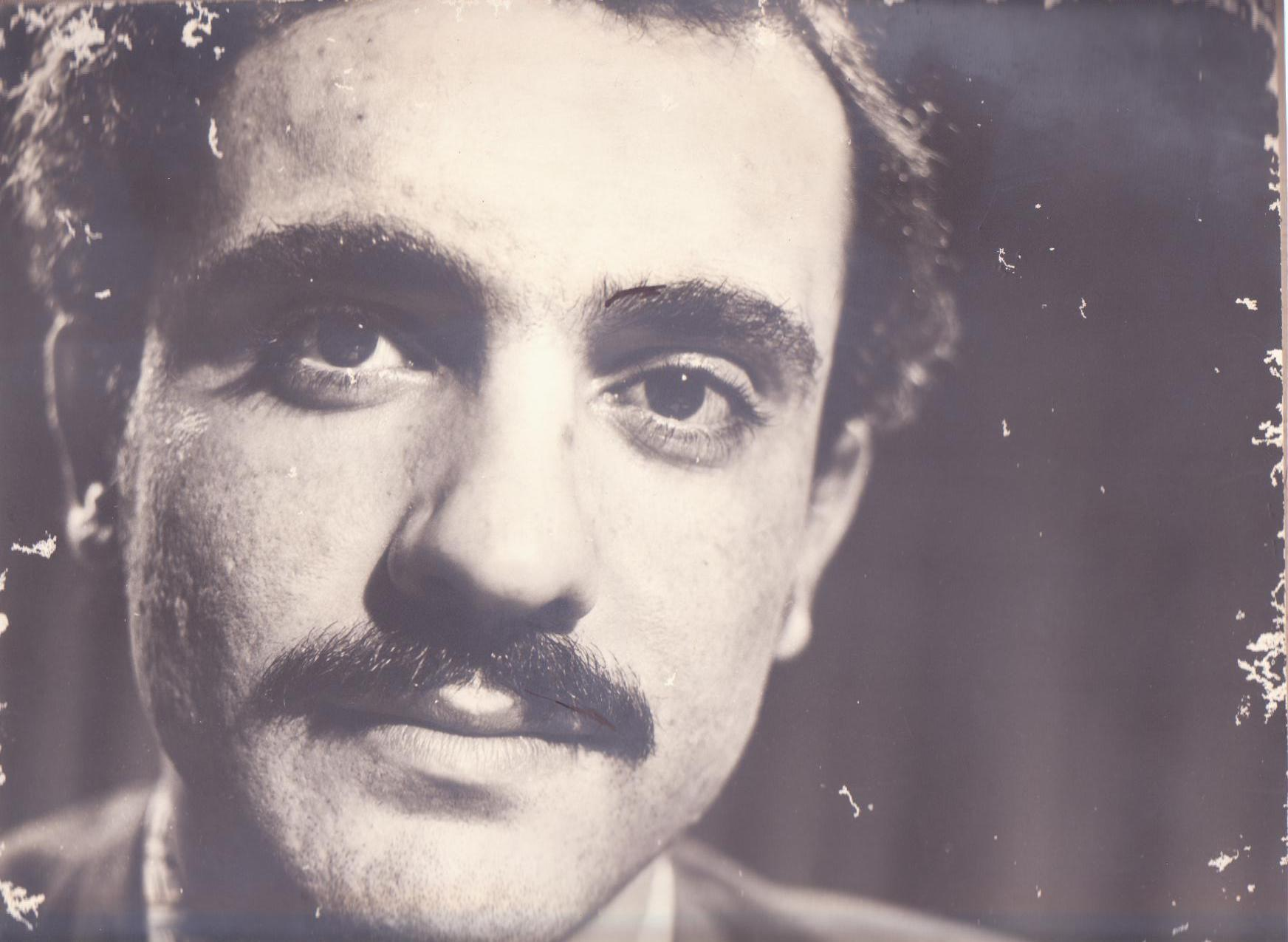
Frans Sammut în anii 1970.

Sammut a publicat, de asemenea, și colecții de povestiri scurte: Labirint (Labirint), Newbiet (Anotimpuri) și Ħrejjef Żminijietna (Povești din timpurile noastre).
Lucrările sale de non-ficțiune includ: Ir-Rivoluzzjoni Franċiża: il-Ġrajja u t-Tifsira (Revoluția franceză: Istorie și Semnificație), Bonaparti f'Malta (Bonaparte în Malta), a cărei traducere în limba franceză, Bonaparte à Malte, a fost publicată în 2008, dar și Despre Codul lui Da Vinci (2006), un comentariu bilingv (în engleză și malteză) al bestseller-ului internațional. El a editat, de asemenea, Lexiconul lui Mikiel Anton Vassalli.
Vassalli († 1829) este considerat părintele limbii malteze. În 2006, traducerea realizată de Sammut la opera lui Vassalli Motti, Aforismi e Proverbii Maltesi (Cuvinte, aforisme și proverbe malteze) a fost publicată ca Għajdun il-Għaqal, Kliem il-Għerf u Qwiel Maltin. În 2007, traducerea operei sale Il-Ħolma Maltija (La Malta Revo) a reprezentat Malta în Colecția Esperanto de opere literare clasice publicate de Books Mondial din New York. În 2008, romanul său Il-Gaġġa a fost publicat pentru a cincea oară. În 2009, Sammut a prezentat o reinterpretare revoluționară a poemului lui Pietru Caxaro „Xidew il-qada" (cunoscutși ca Il Cantilena), cel mai vechi document scris în limba malteză.
Fostul rector al Universității din Malta, profesorul de filosofie și eminentul intelectual maltez Peter Serracino Inglott a spus:
„Geniul lui Sammut a constat în capacitatea sa de a transforma, asemeni unui bufon voltairian, un personaj istoric într-un fel de vector carnavalesc al unei măști, în mod ironic, mai mare decât viața. Cititorul este făcut să se bucure de partea opusă a personalităților, de obicei, privite cu solemnitate absolută. Cititorul zâmbește ca un complice la îndoielile, alunecările și tergiversările lor. Trecerea stilistică de la narațiunea istorică la ficțiune este, probabil, cea mai mare provocare pe care o întâmpină orice fel de traducător.”

## Ultimele cuvinte
Ultimele cuvinte celebre ale lui Frans Sammut au fost: „Eu și soția mea ar trebui să mergem la Ierusalim, dar se pare că planurile s-au schimbat. Mă duc acum în Ierusalimul ceresc ".
Serracino Inglott a reacționat astfel la aceste cuvinte: „Am realizat atunci că, uneori, lacrimile și râsul sunt interschimbabile."

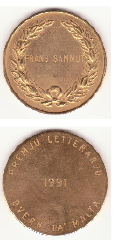
Premiul literar al Guvernului Maltei decernat lui Frans Sammut pentru romanul Paceville

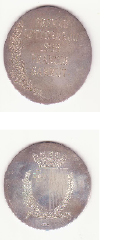
Premiul literar al Guvernului Maltei decernat lui Frans Sammut pentru Il-Ħolma Maltija